# Jean Baronnet
Pour les articles homonymes, voir Baronnet (homonymie).
Jean Baronnet est un réalisateur français né le 3 septembre 1929 à Juvisy-sur-Orge et mort le 21 mars 2025 à Versailles.

## Biographie

### Les débuts
Après une formation musicale (premier prix de violoncelle et de musique de chambre du Conservatoire de Paris), il devient ingénieur du son.
En 1968, il entre à l'ORTF comme journaliste puis réalisateur. Il collabore alors aux grands magazines d'information (Point/Contrepoint)et se spécialise dans le reportage de guerre.
D'un sujet sur les colonies portugaises, il rapporte une image choc : l’agonie d’un soldat. Au cours de ce travail, il rencontre Pierre Dupré qui devient son opérateur pour Skinoussa (1980) et Histoire du Caporal (1983). Il filme encore les débuts de la guerre civile aux Philippines, la crise au Moyen-Orient « Liban Sud » avant de revenir à la musique.

### Le retour à la musique
Jean Baronnet participe à l’une des grandes émissions musicales de la décennie : Arcana. Produite par Maurice Le Roux (ancien directeur de l’orchestre de l’Opéra), l’émission est une encyclopédie audiovisuelle. Jean Baronnet réalise à cette occasion 4 documentaires : L’édition musicale (1970), Le Quatuor à cordes (1972), La répétition (1976) et Wagner et les théâtres de Bayreuth (1977).
Pour Antenne 2, il réalise ensuite quatre émissions produites par Alain de Chambure sur les grands ensembles de musique ancienne.

### Sports, cinéma et grands documentaires
Avec Jean Lacouture, pour Rue des Archives, il réalise Le rugby et la télévision qui retrace les événements marquants du rugby français et la façon dont la télévision a popularisé ce sport.
En 1972, il accompagne l’équipe de France de Judo pour Ushiata, un documentaire consacré aux champions Japonais.
Avec Albert Batteux et Raymond Kopa, il propose une série d’émissions de cinq minutes consacrées à l’initiation au football.
Il réalise encore des sujets pour le magazine de cinéma d’Anne Andreu, Ciné-regard, et pour l’INA dans la série "Regards entendus", "Saint Savin par Prosper Mérimée".

### La vie filmée des Français
En 1975, Jean Baronnet et Jean-Pierre Alessandri imaginent d’écrire l’histoire quotidienne des Français à l’aide de films d’amateurs : La vie filmée. Avec 800000 mètres de pellicules collectés, il faudra  six mois de visionnage : 1 % seulement des rushes seront utilisés pour six émissions d’une heure présentées chronologiquement et réalisées par Claude Ventura, Michel Pamart, Alexandre Astruc, Jean Douchet, Guy Gilles.

## Filmographie

### Ingénieur du son
- 1966 : Les Morutiers de Jean-Daniel Pollet
- 1966 : Un homme et une femme de Claude Lelouch
- 1967 : Mise à sac d'Alain Cavalier
- 1968 : L'Écume des jours de Charles Belmont
- 1968 : Manon 70 de Jean Aurel
- 1969 : Money-Money de José Varela

### Réalisateur
- 2004 : Derrière le portail
- 2000 : Dans le sillage d’Ulysse
- 1999 : Les Années Zola / Barrès, 1898-1918
- 1998 : Le Duel
- 1996 : L'Histoire du mandat
- 1995 : Super Bowl, un rêve américain
- 1994 : Une journée au Luxembourg
- 1993 : Le Musée du Caire
- 1984 : Histoire du caporal
- 1983 : Le Musée de l’assistance publique
- 1982 : Skinoussa, paysage avec la chute d’Icare
- 1974 : Rainier de Monaco, SAA ou PDG

### Acteur
- 1978 : Un professeur d'américain

### Producteur
- 1963 : Begegnung mit Fritz Lang

### Livres
- avec Jean Chalou, Communards en Nouvelle Calédonie, Mercure de France, 1987,  (ISBN 978-2715214439).
- Regards d'un parisien sur la Commune, Gallimard, 2006,  (ISBN 9782070118687) - Publié à l'occasion de l'exposition présentée à la Bibliothèque historique de la Ville de Paris, du 9 novembre 2006 au 4 février 2007 dans le cadre du Mois de la Photographie 2006.
- avec Xavier Canonne et Johan Pas, Le Temps des cerises, la Commune en photographies, éditions de l'Amateur, 2011,  (ISBN 9782859175221).